# Thecocodium penicillatum
Thecocodium penicillatum is een hydroïdpoliep uit de familie Ptilocodiidae. De poliep komt uit het geslacht Thecocodium. Thecocodium penicillatum werd in 1987 voor het eerst wetenschappelijk beschreven door Jarms. 